# Tycoon City: New York
Tycoon City: New York — компьютерная игра в жанре градостроительного симулятора, вышедшая в свет 21 февраля 2006 года, где игроку необходимо выполнять задания по развитию города Нью-Йорка, в частности, остров Манхэттен. В игре также можно строить многие, известные на весь мир, достопримечательности города, включая Эмпайр-стейт-билдинг, Крайслер-билдинг, Статуя Свободы, Рокфеллеровский центр и Штаб-квартира ООН.

## Игровой процесс
В игре существует два режима:
- Строительство Нью-Йорка — кампания, в которой игрок строит Нью-Йорк район за районом, начиная с Гринвич-Виллидж. Игрок должен выполнять определённые задания и конкурировать с другими бизнесами, чтобы разблокировать другие районы для развития.

- Песочница — свободное строительство в игре. Игрок имеет контроль над всем островом. Уровень конкуренции, скорость строительства и стартовый капитал — регулируются.

Вне зависимости от того, какой режим выберет игрок, игра начинается в пустом районе, который должен быть застроен. Игрок строить здания разных типов: жилые, коммерческие, оздоровительные. Для большего реализма, в игру было добавлено несколько настоящих брендов, включая Staples и Loews Theatres. Игрок должен привлекать клиентов, чтобы повысить своё благосостояние, за счёт модернизации зданий: цветы, внешняя реклама, подсветка, прожекторы, скамейки и столики, аниматоры. Достопримечательности могут быть построены за счёт приобретения облигаций. В отличие от других градостроительных симуляторов, игрок не может менять улицы. Полное внимание к частному предпринимательству и его нуждам является отражением более ранней игры компании «Deep Red Games» — «Monopoly Tycoon» (2001 год).
Хотя Всемирный торговый центр недоступен в игре: на его месте существует «Мемориальный парк». Чтобы образно изобразить ВТЦ, на месте Башен-близнецов стоят два крупных дерева, хотя в неправильном положении. Игрок не может купить парк, когда ему захочется, следовательно, он не может изменять его.
Районы в игре:
- Центральный парк
- Челси
- Чайна-таун
- Ист-Виллидж
- Финансовый квартал
- Швейный квартал
- Гринвич-Виллидж
- Гарлем
- Либерти
- Маленькая Италия
- Нижний Ист-Сайд
- Мидтаун
- Сохо
- Трайбека
- Верхний Ист-Сайд
- Верхний Вест-Сайд

## Отзывы
| Сводный рейтинг | Сводный рейтинг |
| Агрегатор       | Оценка          |
| --------------- | --------------- |
| GameRankings    | 67,06 %         |